# Delphinium turkmenum
Delphinium turkmenum là một loài thực vật có hoa trong họ Mao lương. Loài này được Lipsky mô tả khoa học đầu tiên năm 1900.